# ویاچسلاو ورونین (هنرپیشه)
ویاچسلاو ورونین (روسی: Вячеслав Анатольевич Воронин؛ ۷ نوامبر ۱۹۳۴ – ۷ اکتبر ۲۰۱۶) بازیگر سینما، بازیگر، و بازیگر تلویزیون اهل اتحاد جماهیر شوروی سوسیالیستی بود.